# Звіт Рудольфа
Звіт Рудольфа (англ. The Rudolf Report Expert Report on Chemical and Technical Aspects of the ‘Gas Chambers’ of Auschwitz) — дослідження німецького співробітника Інституту Макса Планка , хіміка Ґермара Рудольфа «Експертиза виникнення і доведення наявності ціаністих сполук у «газових камерах» Освенціма».

## Історія
Гермар Рудольф розповідає, в липні 1991 року з ним зв'язався фахівець з конституційного права Хайо Херрманн, що захищав генерал-майора Ремера проти звинувачення в запереченні голокосту, і запитав, чи не бажає він скласти експертний звіт. Після цього Рудольф вирішив зробити дослідницьку поїздку в Освенцім, взяти проби, визначити їх якість і підготувати на цій основі експертний звіт.
У 1991 р. Рудольф з товаришем поїхав до Освенціму і узяв проби штукатурки з «газових камер», які він потім передав на аналіз до Інституту Фрезеніуса. Вперше звіт Рудольфа був озвучений в 1992 р. як експертний висновок у суді на захист засудженого за ведення підривної діяльності Отто Ернста Ремера, а потім виданий у вигляді книги. Після публікації Рудольфа було звільнено з інституту.

## Характеристика звіту
В звіті Рудольф стверджував, що приміщення «газових камер» в концтаборах технічно не могли використовуватися для здійснення масових вбивств із використанням газу. Результати повністю підтвердили висновки доповіді Лейхтера.
У звіті Рудольф стверджує, що:
- свідчення свідків про масові вбивства в концтаборах газом Циклон Б суперечать законам природи[7];
- залишки «газових камери» в досліджених концтаборах ніколи не контактували з газом Циклон Б[7].

Останній висновок Гермар Рудольф доводив дослідженням проб з «газових камер», у яких, у випадку застосовування там газу Циклон Б, і сьогодні зберігався б значний відсоток ціаніду, як у зразках з камер для знищення вошей. Але проби з «газових камер», взяті Рудольфом, не містили ніяких слідів ціаніду або вони були надто невеликі, як у будь-якій будівлі, оскільки ціанід зустрічаються в природі. Наявність невеликих концентрацій ціаніду в деяких пробах із «газових камер» Рудольф пояснив тим, що синильна кислота - природний елемент і в маленьких кількостях може зустрічатися в будь-якій будівлі. Наприклад, в стінах одного селянського будинку в Баварії були виявлені більш високі концентрації ціаніду, ніж у «газових камерах» Освенціма.
Вивчивши літературу про Циклон Б, Рудольф виявив статтю 1942 р., з якої випливає, що при середніх температурах гранулат Циклону Б випускає синильну кислоту протягом двох годин, однак згідно зі свідченнями всіх свідків, жертви вмирали швидко: одні казали - «миттєво», інші - «через 15 хвилин».
За свідченнями самого Рудольфа та Юргена Графа, навесні 1993 р. результати своєї експертизи він розіслав 306 професорам неорганічної хімії в німецьких університетах з проханням вказати на помилки, але у відповідь не надійшло жодного критичного зауваження щодо дослідження.
З приводу його експертизи Гермар Рудольф у червні 1995 р. був засуджений за «розпалювання расової ненависті» до 14 місяців в'язниці без умовного терміну. Сам Рудольф стверджує, що його засудили за правки, які були зроблені без його відома. Поки відбувався касаційний процес, він у березні 1996 р. емігрував - спочатку до Англії, а потім у США, де він видавав численні книги і два ревізіоністських журнали . У 2004 році повторно одружився, але згодом шлюб був розірваний. Влада США відмовила йому в політичному притулку і він був депортований до Німеччини. 15 березня 2007 року засуджений до 2,5 років позбавлення волі. 4 липня 2009 року вийшов на свободу з в'язниці Мангейма.

## Video
- El mito de la cámara de gas: Informe Rudolf (італ.)